# حوذانية
الحوذانيات أو الفَصِيلَةُ الحَوْذَانِيَّةُ أو الفَصِيلَةُ الشَّقِيقِيَّة أو شقاريات شقيقيات (باللاتينية: Ranunculaceae) هي فصيلة نباتية من رتبة الحوذانيات التابعة لصف ثنائيات الفلقة تضم 51-88 جنساً تشمل حوالي 2500 نوع من الشجيرات والأشجار والأعشاب مثل شقائق النعمان والحوذان (باللاتينية: Ranunculus).

## أسر
- القبطيساوات (الاسم العلمي:Coptoideae)

## قبائل
- الحوذاناوية

## أجناس
- الحوذان
- ذيل الفأر
- حلبوب
- الخشنية
- الشقار
- الظيان (باللاتينية: Clematis)